# Flagstaff
Flagstaff (en navajo: Kinłání Dookʼoʼoosłííd Biyaagi, havasupai: Wii Hagnbaj o Wii Baggwa) es una ciudad ubicada en el condado de Coconino en el estado estadounidense de Arizona. En el censo de 2010 tenía una población de 65 870 habitantes y una densidad poblacional de 398 habitantes por km². Se encuentra algunos kilómetros al oeste del río Pequeño Colorado. 
El nombre de la ciudad procede de un mástil (flagpole o flagstaff en inglés) de pino ponderosa erigido por una expedición de bostonianos (conocida como la «Second Boston Party», «Segunda Partida de Boston») para celebrar el centenario de los Estados Unidos, el 4 de julio de 1876.[cita requerida]
Flagstaff se encuentra cerca del borde suroccidental de la meseta del Colorado, a lo largo del borde occidental del mayor bosque contiguo de pino ponderosa de los Estados Unidos continentales. Flagstaff se localiza adyacente al monte Elden, justo al sur de los picos San Francisco, la cresta montañosa más alta del estado de Arizona. Su punto culminante, el pico Humphreys, el vértice más alto de Arizona, con 3.852 m s. n. m., está a solo 16 km al norte de Flagstaff, en el parque de Kachina Peaks Wilderness.
La economía de la zona de Flagstaff se basó en la industria maderera, el ferrocarril y los ranchos ganaderos. Hoy la ciudad sigue siendo un importante nudo de distribución para empresas como Nestlé Purina Petcare y Walgreens. Además es la sede del Observatorio Lowell y la Northern Arizona University. Flagstaff tiene un fuerte sector turístico, por su proximidad al parque nacional del Gran Cañón, el cañón Oak Creek y la histórica ruta 66. La ciudad también tiene industria de fabricación de instrumental médico, con compañías como W. L. Gore and Associates y Machine Solutions.

## Historia
En el año 1855 el teniente Edward Fitzgerald Beale estaba llevando a cabo el proyecto de un camino desde el río Bravo en Nuevo México a Fort Tejón en California y acampó cerca de la localización actual de Flagstaff. El teniente Beale hizo que sus hombres cortaran las ramas de un pino ponderosa para levantar la bandera de los Estados Unidos.
El primer asentamiento permanente de Flagstaff fue construido en 1876, cuando Thomas F. McMillan construyó una cabaña en la base de Mars Hill en la actual zona occidental de la ciudad. Durante la década de 1880 Flagstaff comenzó a crecer, abriendo su primera oficina de correos y atrayendo a la industria del ferrocarril. La economía del asentamiento inicialmente giraba en torno a la explotación de la madera, ganado ovino y vacuno. En el año 1886 Flagstaff era la mayor ciudad de la línea ferroviaria entre Albuquerque y la Costa Oeste de los Estados Unidos.
En 1896 el Tribunal de Comercio (precursor de la Cámara de Comercio de Flagstaff), fue fundado como una organización no lucrativa. Se convirtió en una Cámara de Comercio oficial en 1949.
En 1894 Percival Lowell, un astrónomo de Massachusetts contrató a A. E. Douglass para que encontrara un lugar ideal para construir un nuevo observatorio. Douglass, impresionado por la elevación de Flagstaff, la eligió como localización para el Observatorio Lowell diciendo: "entre otras localizaciones similares es la más elevada que hemos encontrado."
 Dos años después se instaló el telescopio Clark que Lowell había encargado para el observatorio. En el año 1930 Plutón fue descubierto utilizando uno de los telescopios del observatorio. En el año 1955 el Observatorio Naval de los Estados Unidos se añadió a la presencia astronómica, construyéndose el Observatorio Naval de la Estación Flagstaff, que descubrió Caronte, un satélite de Plutón en 1978.
Durante el programa Apolo de la década de 1960 el telescopio Clark de Flagstaff fue utilizado para cartografiar la luna para las expediciones lunares, permitiendo la elección de una localización segura de aterrizaje para los módulos lunares. En homenaje a la importancia de la ciudad en el ámbito de la astronomía el asteroide (2118) Flagstaff fue bautizado con el nombre de la ciudad y el asteroide (6582) Flagsymphony en homenaje a la Orquesta Sinfónica de Flagstaff.

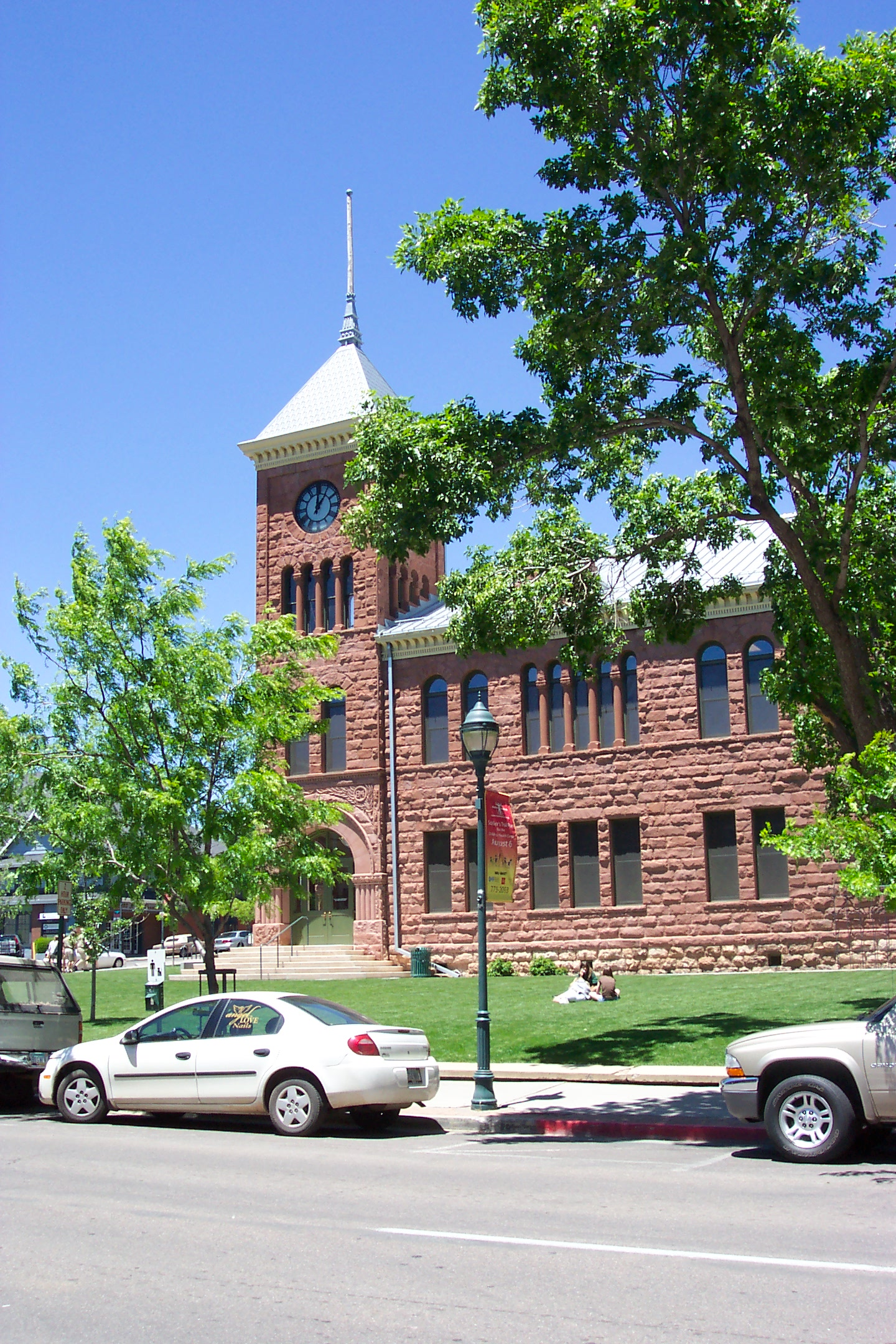
Old Coconino County Courthouse de Birch Avenue, junio de 2005

La Northern Arizona Normal School fue establecida en 1899, y fue rebautizada como Northern Arizona University (Universidad de Arizona Norte) en 1966. La historia cultural de Flagstaff recibió un significativo impulso el 11 de abril de 1899, cuando la Orquesta Sinfónica de Flagstaff dio su primer concierto inaugural en la Babbit's Opera House. La orquesta todavía continúa en la actualidad, siendo su principal escenario el Auditorio Ardrey en el campus de la Northern Arizona University.
La ciudad creció rápidamente, debido a su estratégica localización en el trayecto ferroviario. En la década de 1880 el gobierno federal adquirió terrenos al oeste de la ciudad, que fueron vendidos a título privado para ayudar a financiar los proyectos del ferrocarril. En la década de 1890 Flagstaff se encontraba en una de las vías ferroviarias con mayor tráfico de los Estados Unidos, con una media de 80-100 trenes circulando todos los días, dirigiéndose hacia Chicago, Los Ángeles y otros lugares del país.

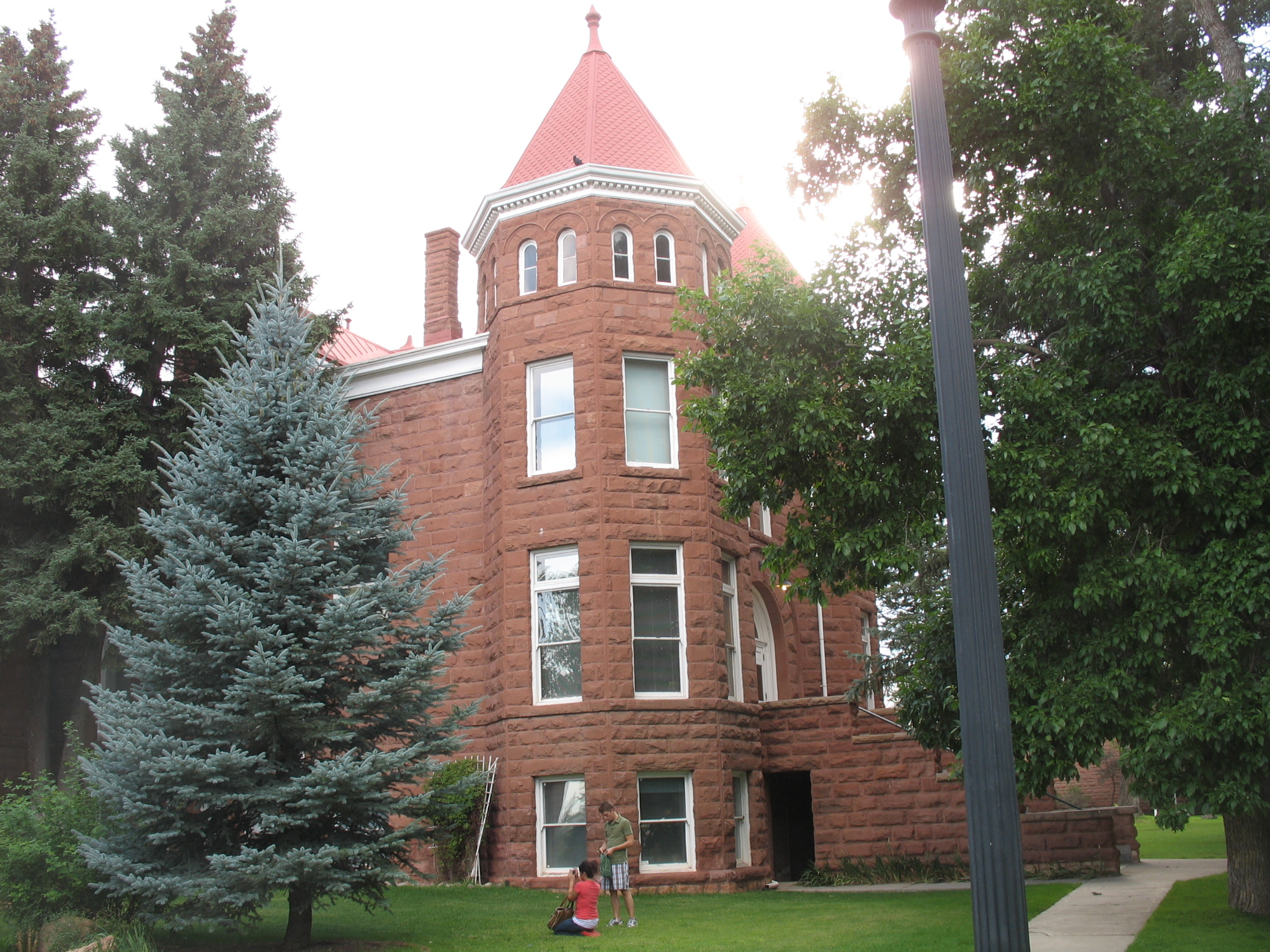
Edificio de Dirección de la Universidad de Arizona Norte

En 1926 se completó la Autopista 66 de Estados Unidos, que discurría a lo largo de Flagstaff. Flagstaff adquirió categoría de ciudad en 1928, y en 1929 se abrió el primer motel, el Motel Du Beau, construido en una intersección entre Beaver Street y Phoenix Avenue. El Daily Sun describía el motel como "un hotel con garajes para la mejor clase de motoristas." Las habitaciones originalmente se alquilaban con un precio de 2,60 - 5.00 $ con baños, camas dobles, alfombras y mobiliario. Flagstaff se 
convirtió en una parada turística popular en la Autopista 66, especialmente debido a su proximidad al Gran Cañón.
Durante la década de 1960 Flagstaff creció y prosperó. Sin embargo, durante las décadas de 1970 y 1980 muchos negocios comenzaron a trasladarse y el centro de la ciudad sufrió un declive económico y social. Las empresas Sears y J.C. Penney dejaron el centro en 1979 y abrieron nuevos negocios en el nuevo centro comercial Flagstaff Mall, a las que se unión Dillard's en 1986. En 1987 la Babbitt Brothers Trading Companya, que había sido una empresa emblemática de Flagstaff desde 1891, cerró sus puertas en la Aspen Avenue y San Francisco Street.
En 1987 la ciudad emprendió un plan de reestructuración, también conocido como Growth Managemente Guide 2000, que transformaría el centro de Flagstaff en un centro financiero y burocrático. El municipio construyó un nuevo ayuntamiento, biblioteca y el edificio administrativo Coconino County en el centro, continuando con las inversiones durante los años siguientes. En el año 1992 la ciudad contrató un nuevo gerente municipal, Dave Wilconx, que anteriormente había trabajado revitalizando los centros de otras ciudades como Beloit en Wisconsin y Missoula en Montana. Durante la década de 1990 el centro de Flagstaff fue renovado y restaurado con elementos ornamentales, y varias tiendas y restaurantes abrieron para aprovechar el atractivo histórico de los barrios circundantes, restaurados previamente.

## Geografía
Flagstaff se encuentra ubicada en las coordenadas 35°11′7″N 111°37′15″O / 35.18528, -111.62083. Según la Oficina del Censo de los Estados Unidos, Flagstaff tiene una superficie total de 165.52 km², de la cual 165.42 km² corresponden a tierra firme y (0.06%) 0.09 km² es agua.

### Clima
| Parámetros climáticos promedio de Flagstaff Pulliam Airport, Arizona (normales 1991–2020, extremos 1898–presente) | Parámetros climáticos promedio de Flagstaff Pulliam Airport, Arizona (normales 1991–2020, extremos 1898–presente) | Parámetros climáticos promedio de Flagstaff Pulliam Airport, Arizona (normales 1991–2020, extremos 1898–presente) | Parámetros climáticos promedio de Flagstaff Pulliam Airport, Arizona (normales 1991–2020, extremos 1898–presente) | Parámetros climáticos promedio de Flagstaff Pulliam Airport, Arizona (normales 1991–2020, extremos 1898–presente) | Parámetros climáticos promedio de Flagstaff Pulliam Airport, Arizona (normales 1991–2020, extremos 1898–presente) | Parámetros climáticos promedio de Flagstaff Pulliam Airport, Arizona (normales 1991–2020, extremos 1898–presente) | Parámetros climáticos promedio de Flagstaff Pulliam Airport, Arizona (normales 1991–2020, extremos 1898–presente) | Parámetros climáticos promedio de Flagstaff Pulliam Airport, Arizona (normales 1991–2020, extremos 1898–presente) | Parámetros climáticos promedio de Flagstaff Pulliam Airport, Arizona (normales 1991–2020, extremos 1898–presente) | Parámetros climáticos promedio de Flagstaff Pulliam Airport, Arizona (normales 1991–2020, extremos 1898–presente) | Parámetros climáticos promedio de Flagstaff Pulliam Airport, Arizona (normales 1991–2020, extremos 1898–presente) | Parámetros climáticos promedio de Flagstaff Pulliam Airport, Arizona (normales 1991–2020, extremos 1898–presente) | Parámetros climáticos promedio de Flagstaff Pulliam Airport, Arizona (normales 1991–2020, extremos 1898–presente) |
| Mes | Ene. | Feb. | Mar. | Abr. | May. | Jun. | Jul. | Ago. | Sep. | Oct. | Nov. | Dic. | Anual |
| --- | --- | --- | --- | --- | --- | --- | --- | --- | --- | --- | --- | --- | --- |
| Temp. máx. abs. (°C)                                                                                              | 18.9 | 21.7 | 22.8 | 26.7 | 31.7 | 35.6 | 36.1 | 33.9 | 32.8 | 29.4 | 23.3 | 20 | 36.1 |
| Temp. máx. media (°C)                                                                                             | 6.3 | 7.6 | 11.2 | 15.1 | 20.1 | 26.2 | 27.8 | 26.3 | 23.4 | 17.6 | 11.2 | 6.1 | 16.6 |
| Temp. media (°C)                                                                                                  | -0.8 | 0.4 | 3.3 | 6.5 | 10.7 | 16 | 19.3 | 18.3 | 14.6 | 8.7 | 3.1 | -1.1 | 8.2 |
| Temp. mín. media (°C)                                                                                             | -8 | -6.9 | -4.6 | -2.1 | 1.4 | 5.8 | 10.8 | 10.3 | 5.8 | -0.3 | -5 | -8.4 | -0.1 |
| Temp. mín. abs. (°C)                                                                                              | -34.4 | -30.6 | -26.7 | -18.9 | -13.9 | -5.6 | 0 | -4.4 | -6.7 | -18.9 | -25 | -30.6 | -34.4 |
| Precipitación total (mm)                                                                                          | 52.1 | 55.1 | 47.8 | 22.6 | 19.6 | 7.6 | 66.3 | 77.2 | 46.7 | 38.6 | 39.4 | 48.3 | 521.2 |
| Nevadas (cm) | 53.1 | 49 | 39.6 | 12.7 | 2.8 | 0 | 0 | 0 | 0 | 3.8 | 20.8 | 47 | 228.9 |
| Días de precipitaciones (≥ 0.2 mm)                                                                                | 7.0 | 7.6 | 6.8 | 4.9 | 4.5 | 2.2 | 12.0 | 13.3 | 7.5 | 5.3 | 4.4 | 6.7 | 82.2 |
| Días de nevadas (≥ 0.2 cm)                                                                                        | 6.2 | 6.1 | 4.7 | 1.9 | 0.9 | 0.0 | 0.0 | 0.0 | 0.0 | 0.5 | 2.3 | 5.7 | 28.3 |
| Horas de sol | 231.7 | 228.6 | 286.3 | 321.0 | 369.5 | 371.8 | 324.2 | 311.9 | 298.5 | 282.8 | 229.3 | 219.8 | 3475.4 |
| Humedad relativa (%)                                                                                              | 61.9 | 59.5 | 54.9 | 46.5 | 39.4 | 33.6 | 51.1 | 58.1 | 54.7 | 52.6 | 56.9 | 60.6 | 52.5 |
| Fuente: NOAA (humedad 1961–1990, horas de sol 1973–1990)                                                          | | | | | | | | | | | | | |

## Demografía
Según el censo de 2010, había 65.870 personas residiendo en Flagstaff. La densidad de población era de 397,96 hab./km². De los 65.870 habitantes, Flagstaff estaba compuesto por el 73.4% blancos, el 1.94% eran afroamericanos, el 11.7% eran amerindios, el 1.86% eran asiáticos, el 0.17% eran isleños del Pacífico, el 7.32% eran de otras razas y el 3.61% pertenecían a dos o más razas. Del total de la población el 18.36% eran hispanos o latinos de cualquier raza.

## Educación
El Distrito Escolar Unificado de Flagstaff gestiona escuelas públicas de Flagstaff.